# 月着陸船用上昇エンジン
月着陸船用上昇エンジン（LAME、Lunar Module Ascent Engine）は、APS（Ascent Propulsion System）とも呼称されるアポロ月着陸船の月面からの離陸用エンジンとして使用された、一定推力で駆動するエアロジン-50燃料と四酸化二窒素酸化剤の組み合わせのハイパーゴリック推進剤を用いたロケットエンジン。開発はベル・エアロシステムズにより行われた。

## 原型
LMAEはその原型をアメリカのロケットの上段RM-81 アジェナと、中止されたWS-117L偵察衛星計画でロッキードによって開発された人工衛星支援用で使用された初期のベル・エアロシステムズのエンジン (8096, 8247) に辿ることが出来る。ベルでは不安定燃焼の問題を解決できなかったのでNASAの要請により、ロケットダインが噴射装置を担当した。
アジェナは複数の防衛、情報収集や探査計画の上段で使用された。:  SAMOS-E, SAMOS-F (ELINT Ferret) や MIDAS (Missile Defense Alarm System) 軍用早期警戒衛星、 コロナ写真情報収集計画やレンジャーやルナ・オービター月探査機

NASAのジェミニ計画のためにロッキードアジェナ標的機でベル 8247 エンジンを使用するために15回までの再始動が認定された。
NASAとアメリカ空軍によって1959年2月28日から最後の1987年2月12日のタイタン 34Bの上段のアジェナ Dの打ち上げまで累計365機のアジェナロケットが打ち上げられた。

## 開発
1963年の春、グラマンは月着陸の要求のためにベルが空軍でのアジェナのエンジンでの経験を転換して月着陸船上昇エンジンを開発すると聞いた。グラマンは高い信頼性と極限までの簡略化を求め、上昇エンジンは月着陸降下モジュールと指令船を含む3基の主エンジンで構成されていた。
ハイパーゴリック（自己着火性）推進剤を加圧供給式の供給装置を使用して月面から上昇、或いは月着陸を放棄する時に必要な能力を備えた。
エンジンの推力はおよそ3,500重量ポンド (16 kN)でそれにより、速度は毎秒2,000 mで月面から月周回軌道へ打ち上げられ、指令船にドッキングした。重量は180 pounds (81.6 kg)で全長は47インチ (119.4 cm) で直径34インチ (86.4 cm) だった。
科学番組のムーンマシーンズによれば燃料と酸化剤は腐食性を有したのでエンジンは燃焼試験毎に分解して再組み立ての必要があった。これにより。それぞれの月面からの上昇は飛行前にエンジンの試験をせずに実行された。

## RS-18 エンジン
ロケットダインはLunar Module Ascent Engine (LMAE)が引退してから36年経過した現在、RS-18としてこの出力調整を備えないハイパーゴリックエンジンを2008年にNASAのExploration Systems Architecture Study (ESAS) のためにLOX/メタンを推進剤として使用してエンジンの試験を行う。